# خرس کودیاک
کودیاک (به انگلیسی: Kodiak bear) نوعی خرس قهوه‌ای بزرگ است که در مجمع‌الجزایر کودیاک در جنوب‌غرب سواحل آلاسکا زندگی می‌کند و خرس قهوه‌ای آلاسکا (به انگلیسی: Alaskan brown bear) هم نامیده می‌شود. این خرس بزرگترین زیرگونه یا جمعیت شناخته شده از خرس قهوه‌ای است و همراه با خرس قطبی یکی از دو بزرگترین خرس‌های موجود زندهٔ جهان هستند.

از نظر فیزیولوژیکی، خرس کودیاک بسیار شبیه به سایر زیرگونه‌های خرس قهوه‌ای، شامل خرس گریزلی و خرس گریزلی کالیفرنیا منقرض‌شده است، رژیم غذایی و سبک زندگی خرس کودیاک نیز تفاوت زیادی با سایر خرس‌های قهوه‌ای ندارد. خرس کودیاک معمولاً به اندازه‌های ۵۰۰ تا ۸۰۰ کیلوگرم می‌رسد، حتی بعضی اوقات وزن آن از ۱۰۰۰ کیلوگرم فراتر می‌رود.